# Elizabeth LeCompte
Elizabeth LeCompte (28 aprile 1944) è una regista statunitense di teatro sperimentale, danza e media.
Membro fondatore di The Wooster Group, ha diretto l'ensemble sin dalla sua nascita alla fine degli anni '70.

## Biografia
LeCompte è nata e cresciuta nel New Jersey. Ha conseguito una laurea in Belle Arti presso lo Skidmore College. Ha incontrato il regista e attore Willem Dafoe al The Performance Group e ha iniziato una relazione professionale e personale con lui. Il loro figlio, Jack, è nato nel 1982. Con The Wooster Group, ha composto, progettato e diretto oltre quaranta opere per teatro, danza, film e video, a partire da Sakonnet Point nel 1975. Queste opere intrecciano caratteristicamente la performance con le tecnologie multimediali e sono fortemente influenzate dalle arti visive e dall'architettura storica e contemporanea. È nota sia per aver decostruito e rielaborato classici come Amleto, L'imperatore Jones e Lo scimmione, sia per aver costruito nuove opere da zero.
Prima di lavorare con The Wooster Group, è stata membro della compagnia teatrale sperimentale The Performance Group dal 1970 al 1975. Successivamente, LeCompte e Spalding Gray hanno fondato The Wooster Group, insieme a Jim Clayburgh, Willem Dafoe, Peyton Smith, Kate Valk e Ron Vawter. Per il suo lavoro con questi gruppi, LeCompte è stata inclusa nel volume del 2004 di Mitter e Shevtsova che discuteva di 50 influenti registi teatrali in tutto il mondo. Altri scrittori la includono costantemente nel lignaggio di artisti di teatro sperimentale che passa attraverso Meyerhold e Grotowski fino all'attuale generazione di registi "postdrammatici". Come ha affermato uno scrittore del New Yorker: "I luminari dell'avanguardia teatrale – Richard Foreman, Robert Wilson e Peter Sellars tra loro – la descrivono come la prima tra pari".
LeCompte ha tenuto conferenze e insegnato presso l'American University, l'Art Institute of Chicago, la Columbia University, il Connecticut College, il Lincoln Center Theatre Directors Lab, il Massachusetts Institute of Technology, la New York University, la Northeastern University, l'O'Neill Center, lo Smith College, l'Università di Londra e la Yale School of Drama. Nel 2018, i critici del New York Times hanno classificato House/Lights come la sedicesima più grande opera americana dai tempi di Angels in America.

### Vita privata
Nel 1977 LeCompte iniziò una relazione con l'attore Willem Dafoe. Non si sono mai sposati e hanno concluso la loro relazione nel 2004 dopo 27 anni. La coppia ha un figlio, Jack.

## Premi e riconoscimenti
Tra i suoi riconoscimenti, LeCompte ha ricevuto la National Endowment for the Arts Distinguished Artists Fellowship for Lifetime Achievement in the American Theatre, la MacArthur Fellowship, il Chevalier des Arts et des Lettres dal Ministero della Cultura francese, una Guggenheim Fellowship, una Rockefeller Foundation Fellowship, una United States Artists Fellowship, un Anonymous Was A Woman Award, il Theatre Practitioner Award del Theatre Communications Group, The Skowhegan Medal for Performance, un premio Doris Duke Charitable Foundation Performance Artist e dottorati honoris causa dalla New School for Social Research e dal California Institute of the Arts. È stata inclusa nella Whitney Biennial del 1993. Ha vinto il Premio Dorothy e Lillian Gish 2016.

## Opere del Wooster Group realizzate da LeCompte

### Three Places in Rhode Island
- Sakonnet Point (1975)
- Rumstick Road (1977)
- Nayatt School (1978)
- Point Judith (an epilog) (1979)

### The Road to Immortality
- Route 1 & 9 (1981)
- L.S.D. (…Just the High Points…) (1984)
- Frank Dell’s The Temptation of St. Antony (1988)
- North Atlantic (1984, 1999, 2010)
- Brace Up! (1991, 2003)
- The Emperor Jones (1993, 2006)
- Fish Story (1994)
- The Hairy Ape (1996)
- House/Lights (1998, 2005)
- To You, The Birdie! (Phèdre) (2002)
- Poor Theater (2004)
- Who’s Your Dada?! (2006)
- Hamlet (2007, 2012)
- La Didone (2009)
- Vieux Carré (2011)
- Troilus and Cressida (2012) — collaborazione con la Royal Shakespeare Company; regia di Elizabeth LeCompte e Mark Ravenhill
- Cry, Trojans! (Troilus & Cressida) (2014)
- Early Shaker Spirituals (2014)

### Danza
- Hula (1981)
- For the Good Times (1982)
- Dances with T.V. and Mic (1998)
- Erase-E(X) (2004) (with JoJi Inc.)
- I Am Jerome Bel (2008)

### Filmografia
- Flaubert Dreams of Travel but the Illness of His Mother Prevents It (1986)
- Today I Must Sincerely Congratulate You (1991)
- White Homeland Commando (1992)
- Rhyme ’Em to Death (1994)
- The Emperor Jones (DVD - 1999)
- House/Lights (DVD - 2004)
- There Is Still Time . . Brother (installazione - 2007)
- Brace Up! (DVD - 2009)
- Dailies (2010 - presente)
- To You, The Birdie! (Phèdre) (DVD - 2011)
- Rumstick Road (DVD - 2013)

### Audiodrammi
- The Emperor Jones (BBC Radio 3 play - 1998)
- Racine’s Phèdre (BBC Radio 3 play - 2000)